# لازسکو
لازسکو (به چکی: Lazsko) یک منطقهٔ مسکونی در جمهوری چک است که در ناحیه پریبرام واقع شده‌است.